# Cratere Petropavlovskiy
Petropavlovskiy è un cratere lunare di 64,07 km situato nella parte nord-orientale della faccia nascosta della Luna.